# Sigismondo Brandolini
Sigismondo Brandolini (prima metà del XV secolo – dopo il 1493) è stato un condottiero italiano.

## Biografia
Figlio di Tiberto e di Polisena Romagnola, nacque in un'importante famiglia di Bagnacavallo dedita per tradizione al mestiere delle armi. Lo stesso Sigismondo abbracciò la carriera militare in giovane età e a partire dal 1459, con il fratello Leonello, fu a capo di una parte delle truppe del Ducato di Milano inviate per appoggiare Pietro Fregoso nel tentativo di scacciare gli Angioini da Genova; nel corso degli eventi, il Brandolini fu imprigionato e trattenuto per qualche tempo.
Come il fratello, rimase al servizio degli Sforza anche dopo la morte del padre, spirato in un carcere milanese nel 1462. Nei documenti dell'epoca appare come il più importante condottiero di ventura al servizio del Ducato, alla testa di quattrocento cavalli. Nel luglio del 1465 prese parte con Leonello al corpo di spedizione inviato in Francia dagli Sforza ma, ben prima di raggiungere il Sesia, i due lasciarono il servizio perché infortunati (Sigismondo per una caduta da cavallo, Leonello perché febbricitante). Le loro truppe proseguirono al comando di un loro parente.
Nel settembre del 1466 ebbero il compito di combattere sotto il Colleoni. Sappiamo che nel maggio successivo aveva passatoo Bologna proseguendo fino a Toscanella; probabilmente prese parte alla successiva battaglia della Riccardina.
Pare avesse conquistato la fiducia di Bona di Savoia, moglie di Galeazzo Maria Sforza, e che da questa avrebbe ricevuto il feudo di Calvignano, nel 1473. Il suo secondo matrimonio (si era sposato una prima volta con Antonia di Annibale Bentivoglio) con Margherita Scotti, proveniente da un'illustre famiglia piacentina, dimostra in effetti che Sigismondo era ormai una personalità molto importante all'interno del Ducato; ciononostante, il suo contingente risultava molto più esiguo che in passato (centocinquanta cavalli e venticinque militari nel 1472, ridotti poi a trentacinque l'anno successivo). Questa diminuzione del suo prestigio militare, aggiunto agli intrighi della corte milanese, indussero il Brandolini a lasciare gli Sforza, forse nel 1482, al seguito di Roberto da Sanseverino.
Negli anni successivi fu al servizio della Repubblica di Venezia e prese parte alla guerra di Ferrara combattendo nel Bresciano al comando del Sanseverino.
A differenza del padre e del nonno Brandolino Conte, sembra che il Brandolini non abbia cercato di affermarsi tra gli ambienti militari veneziani. Anzi, negli ultimi anni della sua esistenza risultò molto presente a Bagnacavallo nella gestione delle proprietà di famiglia. Redasse il suo testamento a Bertinoro, nel 1493, ma non è nota la data e il luogo di morte. La sua sepoltura si troverebbe nella chiesa di San Francesco a Bagnacavallo.